# Musine Kokalari
Musine Kokalari (Adana, 10 febbraio 1917 – Rrëshen, 14 agosto 1983) è stata una scrittrice e politica albanese.
È stata la fondatrice del Partito Socialdemocratico d'Albania nel 1943. Dopo un breve coinvolgimento in politica durante la seconda guerra mondiale, venne perseguitata dal regime comunista e non le è stato più permesso di scrivere.
Morì in povertà ed in completo isolamento.

## Biografia
Musine Kokalari è nata il 10 febbraio 1917 ad Adana nel sud della Turchia da una famiglia patriottica e politicamente attiva di origine albanese e proveniente da Argirocastro. Tornò in Albania assieme alla sua famiglia nel 1920. Musine sin da piccola scopri di amare i libri e l'apprendimento grazie al fratello Vesim che gestiva una libreria a Tirana nella metà degli anni '30.
Nel gennaio 1938, andò a Roma per studiare letteratura presso l'Università La Sapienza dove si è laureata nel 1941 con una tesi su Naim Frashëri. Il suo soggiorno nella città eterna le diede uno sguardo effimero nel mondo affascinante della creatività intellettuale e il suo unico scopo nella vita al suo ritorno in Albania era quello di diventare una scrittrice.
Nel 1943 dichiarò a un amico: «voglio scrivere, scrivere, scrivere solo la letteratura, e non desidero avere nulla a che fare con la politica.».

## Pubblicazioni
All'età di ventiquattro anni, aveva già pubblicato una raccolta di 80 pagine con dieci racconti in prosa che parlavano del dialetto della sua città di origine Argirocastro: Come la mia vecchia madre mi dice (albanese: Siç me thotë nënua plakë), Tirana 1941. Questa storica collezione, fortemente ispirata al folklore Tosco e alle lotte giornaliere delle donne di Argirocastro, è pensata per essere la prima opera della letteratura albanese scritta da una donna. Il loro valore è costituito dal dialetto molto vivace di Argirocastro ed ai costumi prevalenti della regione. Kokalari ha definito il libro «lo specchio di un mondo passato, il percorso di transizione dalla fanciullezza con le sue melodie e nei primi anni di matrimonio al mondo della donna adulta, ancora una volta vincolato dalle pesanti catene della schiavitù al fanatismo patriarcale.».
Tre anni dopo, nonostante le vicissitudini della seconda guerra mondiale, Kokalari ormai ventisette anni, è stata in grado di pubblicare una raccolta più lunga di racconti e schizzi dal titolo: Come la vita oscillava (in albanese: Sa u-tunt Jeta),Tirana, 1944. L'opera consta di 348 pagine e la consacrata come una importante scrittrice. 
Un terzo volume delle sue storie folkloriche è intitolato Intorno al focolare (in albanese: Rreth vatrës),Tirana, 1944.

## Dopo la Seconda Guerra Mondiale

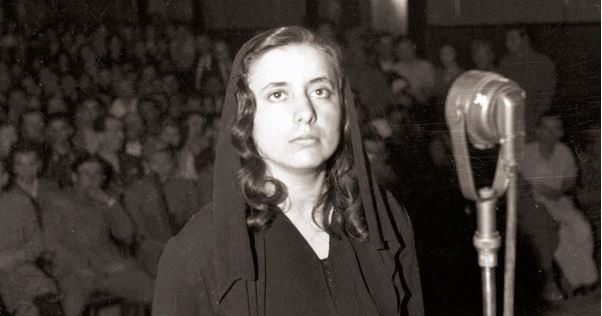
Musine Kokalari durante il processo

Quando la seconda guerra mondiale si concluse, Musine Kokalari aprì una libreria e venne invitata a diventare membro della "Lega Albanese degli scrittori ed artisti", creata il 7 ottobre 1945 sotto la presidenza di Sejfulla Malëshova. È stata sempre ossessionata dall’esecuzione senza processo dei suoi due fratelli, Mumtaz e Vejsim, avvenuta il 12 novembre 1944 da parte dei comunisti ed ha candidamente chiesto giustizia ed una punizione per coloro i quali uccisero i suoi cari.
Nel 1944 fu associata alla nascita del Partito albanese Socialdemocratico ed al suo organo di stampa Zëri i lirisë (in italiano: La voce della libertà), per questo è stata arrestata il 17 gennaio 1946 in un'epoca di terrore concomitante all'arresto di Malëshova ed il 2 luglio 1946 fu condannata a venti anni di carcere dal Tribunale Militare di Tirana come una sabotatrice e nemica del popolo.
Poco prima del suo arresto Kokalari aveva inviato una lettera alle forze alleate, che si trovavano nella capitale albanese, Tirana. Nella sua lettera ha chiesto lo svolgimento di libere elezioni e l'introduzione della libertà di espressione.
Al processo, Kokalari ha dichiarato:
Sino al 1964 stette nel carcere di Burrel nel distretto della regione di Mat, isolata e sotto costante sorveglianza, in seguito ha trascorso gli ultimi 19 anni della sua vita in un campo di lavoro presso la città di Rrëshen, nel nord dell'Albania, dove ha dovuto lavorare come spazzino.
Non le fu mai permesso di riprendere a scrivere.

## Riconoscimenti
Kokalari è stata una dei primi 30 scrittori imprigionati inclusi nel 1960 nel "Comitato per gli scrittori imprigionati" (PEN International).
Nel 1993 Kokalari è stata dichiarata una martire della democrazia da parte del Presidente dell'Albania ed una scuola di Tirana ora porta il suo nome.